# Phyllobotryum lebrunii
Phyllobotryum lebrunii är en videväxtart som beskrevs av Pierre Staner. Phyllobotryum lebrunii ingår i släktet Phyllobotryum och familjen videväxter. Inga underarter finns listade i Catalogue of Life.